# Vito (film)
Vito è un film documentario del 2011 diretto da Jeffrey Schwarz. È dedicato alla vita di Vito Russo, saggista, attivista gay e storico del cinema statunitense, noto per le sue battaglie per i diritti LGBT, contro l'AIDS e per il suo libro Lo schermo velato, saggio sull'omosessualità nel cinema.